# Safia eugrapha
Safia eugrapha är en fjärilsart som beskrevs av Paul Dognin 1914. Safia eugrapha ingår i släktet Safia och familjen nattflyn. Inga underarter finns listade.